# (21599) 1998 WA15
(21599) 1998 WA15 è un asteroide troiano di Giove del campo greco. Scoperto nel 1998, presenta un'orbita caratterizzata da un semiasse maggiore pari a 5,205778 UA e da un'eccentricità di 0,117031, inclinata di 11,207363° rispetto all'eclittica. Ha un diametro di 28,312 km, un periodo di rotazione di 12,651 ore e un'albedo di 0,067.